# Kościół Wniebowzięcia Najświętszej Maryi Panny i św. Antoniego z Padwy w Milejowie
Kościół pw. Wniebowzięcia Najświętszej Maryi Panny i św. Antoniego z Padwy w Milejowie – kościół parafialny rzymskokatolickiej parafii pw. Wniebowzięcia NMP w Milejowie. Został ufundowany przez rodzinę Rostworowskich.

## Historia

### Starania o budowę
W Milejowie pierwszą świątynią chrześcijańską była prawosławna cerkiew pw. św. Praksedy z XV wieku, która już na pewno od wieku XVII należała do Kościoła greckokatolickiego. Zarazem w tej miejscowości wzrastała liczba katolików obrządku rzymskiego, którzy należeli do trzech parafii: w Biskupicach, Łańcuchowie i Mełgwi.
Wiadomo o istnieniu drewnianej rzymskokatolickiej kaplicy św. Anny w 1739 r., natomiast informator Archidiecezja Lubelska stwierdza, że od XVIII wieku była tu kaplica św. Barbary.
Starania o kościół na terenie Milejowa zaczęły się w 1818 r., a podjęła je jako pierwsza Helena z Suffczyńskich Chrapowicka. Ponieważ jednak umarła przed zrealizowaniem dzieła, inicjatywę przejęli Stanisław i Antoni hrabiowie Rostworowscy. Helena Chrapowicka na cel budowy kościoła przeznaczyła w swoim testamencie 36000 zł. Największe zasługi dla budowy świątyni miała Marianna z Jansenów hrabina Rostworowska, żona Antoniego Melitona Rostworowskiego. Poświęciła się ona sprawie wzniesienia kościoła szczególnie po śmierci męża w 1843 r. Sama zmarła jednak na cholerę w 1856 r., a dzieło swoich przodków ukończył jej syn, Antoni Ignacy Rostworowski.

### Budowa
Kościół w Milejowie był budowany w latach 1855 – 1859, a jego architektem był Konstanty Hendigery z Krasnegostawu. Świątynia została konsekrowana przez bpa Walentego Baranowskiego dnia 2 października 1859 roku. W zakrystii znajduje się także akt konsekracji kościoła.
Spisano także dokument potwierdzający wykonanie wszelkich prac przy kościele. Poniżej jego treść (pisownia oryginalna):

Do Kościoła tego w Milejowie, którego budowa w dniu 21 Kwietnia 1855 r. rozpoczęta przez ś: p: Marję z Jansenów Rostworowskę, w roku 1856 ukończona przez W° Antoniego Rostworowskiego, tychże Dóbr Dziedzica, wszelkie roboty pod kierunkiem W° Konstantego Hendygier Budowniczego Powiatu Krasnystawskiego, wykonali następujący Majstrowie:
	Roboty Mularskie: Bracia Ferdynand i Ludwik Ludwig. Ciesielskie: Teofil Rutkowski i Henryk Frisike. Stolarskie: Karol Muszalski, Tomasz Czabaj i Jan Radziszewski. Snycerskie: Anicety Chołodowski. Bronzownicze: Antoni Zejdel. Kowalskie: Józef Kruczyński, Stefan (…). Strycharskie: Jan Wiciel. Blacharskie: Szloma Siewerty. Obrazy do trzech Ołtarzy, są dziełem Ignacego Urbańskiego, Proffesora Gimnazjum Lubelskiego. Organy Mateusza Mielczarskiego Organmistrza z Warszawy. Dzwony odlane w Fabryce Petresilge w Warszawie. Portatele do trzech Ołtarzy wyrobił P: Mancel Kamieniarz z Warszawy, których konsekracji dopełnił JWny Wincenty Pieńkowski Biskup Lubelski.
Pisałem w Milejowie dnia 22 Czerwca 1856 (…)

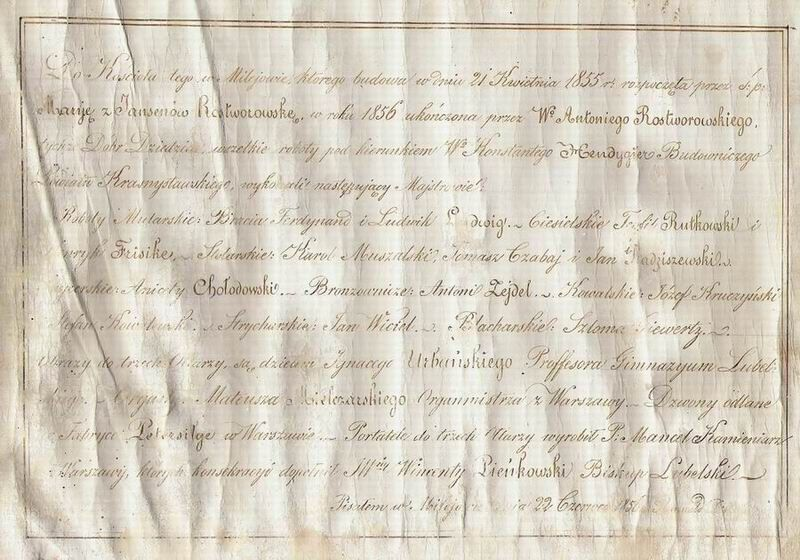
Dokument potwierdzający wykonanie prac przy nowo wybudowanym kościele

### Konsekracja
W sobotę, 1 października 1859 r., do Milejowa przybył biskup sufragan lubelski, Walenty Baranowski. Został powitany stosowną przemową przez dziekana lubartowskiego, ks. kan. Jana Skulimowskiego, reprezentującego zebrany kilkutysięczny tłum. Potem, w jednej z kaplic kościoła, zostały odprawione uroczyste nieszpory ku czci świętych, których relikwie znajdowały się w portatylach zamkniętych i poświęconych przez biskupa diecezji lubelskiej, Wincentego à Paulo Pieńkowskiego.
Niedzielnym porankiem biskup Baranowski przybył ponownie do miejsca przechowywania relikwii, odmówił tam siedem psalmów pokutnych, po czym procesyjnie udał się przed drzwi kościoła, gdzie najpierw odmówił litanię do Wszystkich Świętych. Następnie pobłogosławił wodę i sól, pokropił wodą święconą lud i mury kościoła, trzykrotnie okrążając świątynię, a po ostatnim obejściu biskup, razem z duchowieństwem, wszedł do środka. Odmówił stosowną modlitwę, duchowni odśpiewali hymn Benedictus, a potem na popiele rozsypanym po posadzce kościoła wypisał litery alfabetu łacińskiego i greckiego, a udawszy się do głównego ołtarza poświęcił wodę gregoriańską. Stamtąd znowu powrócił do kaplicy z relikwiami, które następnie wynieśli przed wrota kościoła księża, idąc w procesji za hierarchą. Biskup sprzed drzwi świątyni skierował do tłumu pouczenie o znaczeniu sakramentale, którym jest konsekracja kościoła. Kończąc tę przemowę zwrócił się do fundatora, Antoniego Rostworowskiego, chwaląc jego działania. Potem namaścił drzwi krzyżmem, procesja weszła do kościoła, relikwie włożono w ołtarze, a biskup namaścił krzyżmem zacheuszki, zaś powróciwszy do ołtarza zaintonował hymn Veni Creator Spiritus.
Biskup pobłogosławił potem wszelkie paramenty liturgiczne, po czym odprawił przy głównym ołtarzu solenną Mszę pontyfikalną. Kazanie wówczas wygłosił ks. prał. Karol Boniewski.
W czasie składania uroczystej Najświętszej Ofiary przez biskupa, inni kapłani celebrowali Msze przy bocznych ołtarzach. Do jednej z nich, odprawionej przez kaznodzieję, ks. Boniewskiego, służył fundator kościoła, Antoni Rostworowski wraz ze swym bratem stryjecznym, Feliksem Rostworowskim.
Nieszpory tego dnia celebrował ks. Skulimowski, a kazanie wygłosił ks. Paśnikowski, wikariusz katedry lubelskiej.
Po nieszporach biskup wyszedł z procesją z Najświętszym Sakramentem, podczas której spadł lekki deszcz, po którym ukazała się tęcza, uczestnikom tego wydarzenia wydająca się znakiem Bożym.
Następnego dnia, w poniedziałek, biskup, odprawiwszy Mszę, wysłuchał jeszcze sumy celebrowanej przez ks. kan. Machnikowskiego, oraz kazań ojców Szeligi OP oraz Aniceta OFMCap.
3 października 1859 r. został poświęcony przez bpa Walentego Baranowskiego także cmentarz parafialny. Podczas tej ceremonii wygłosił kazanie ks. prał. Boniewski.
W środę, 5 października, biskup pobłogosławił tysiącom zgromadzonych, udzielił sakramentu bierzmowania 1650 osobom, po czym opuścił Milejów.
Później, 23 marca 1873 r. został wydany akt konsekracji, formalnie potwierdzający zaszłe fakty. Jego treść brzmi:

Ego, Valentinus Baranowski, Episcopus Lorimensis Suffrag: Lublinensis, Praelatus Archidiaconus Catedrae Lublinensis, Decanus Infulatus Cathedrae Zamoscensis
Anno Domini 1859 die 2. Octobris quae fuit Dominica XVI post Pentacosten et festum Sanctissimii Rosarii B. V. M. Ecclesiam muratam e fundamentis in pago Milejów a Magnifico Domino Antonio Nałęcz Rostworowski haerede, erectam fundatam atque dotatam omnique supercilia provisam intra Missarum Solemnia juxta ritum Sanctae Romanae Ecclesiae in honorem Dei Omnipotentis, Beatissimae V. M. et omnium Sanctorum sub titulo Assumptionis ejusdem Genitricis Dei Mariae consecravi, diemque anniversarii dedicationis quotannis celebrandi Dominica XVI post Pentacosten designavi, necnon indulgentiam ipsa die consecrationis unius anni jam vero in anniversario ejusdem omnibus Christi fidelibus praefatam Ecclesiam visitantibus ibique pie orantibus quadraginta dierum concessi.
Datum in pago Milejów die 2 Octobris 1859 anno.

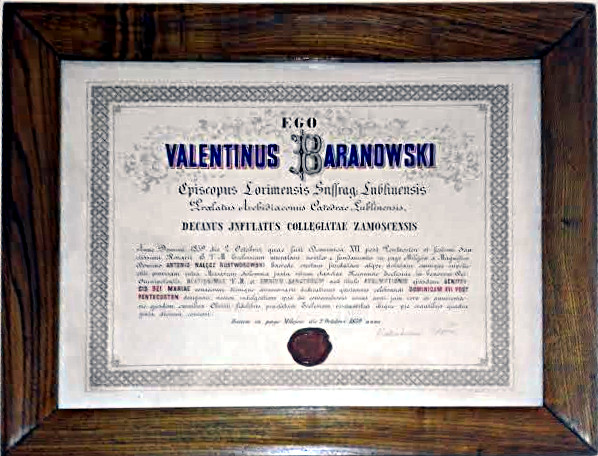
Akt konsekracji kościoła

(–) Valentinus eppus.

### Dzieje po konsekracji
W starej części kościoła, przed architektonicznym prezbiterium, znajdowały się dwa ołtarze boczne z obrazami autorstwa prof. Urbańskiego. Ponadto, w przyległych do prezbiterium kaplicach, były jeszcze dwa ołtarze: jeden Przemienienia Pańskiego z najstarszym obrazem w kościele, a drugi – istniejący do dziś – poświęcony NMP Nieustającej Pomocy. Kaplica Przemienienia Pańskiego została zlikwidowana w początku XX wieku ze względu na nakaz biskupa wizytatora, który ujrzał bardzo zniszczony obraz ołtarzowy. Od tamtej pory znajduje się w niej zakrystia.
Do drugiej kaplicy Rostworowscy, powracając z Rzymu na początku XX wieku, przywieźli kopię ikony NMP Nieustającej Pomocy, której zgodność z oryginałem potwierdził papież.
W 1908 r. doszło do pożaru niedaleko za kościołem. Wówczas nowy proboszcz (jak się potem okazało, najdłużej sprawujący ten urząd), ks. Stanisław Kubicki kazał w ogromnym strachu wynieść obrazy z kościoła, aby zorganizować procesję w celu przebłagania Boga i oddalenia klęski. Niedługo po końcu procesji ogień ugaszono.

### Historia nowej części
W latach 1990–1996 staraniem proboszcza, ks. Jana Kalinowskiego, i parafian rozbudowano kościół. Zgodnie z ówczesnym rozplanowaniem kościoła nowa część stanowiła nawę główną, stara prezbiterium, a dawny ołtarz główny kaplicę Najświętszego Sakramentu. W 2006 w nowej części umieszczono kamienny ołtarz, i odtąd prezbiterium znajduje się w tejże części.
W kościele znajduje się wiele dóbr kulturalnych, np. ikona NMP Milejowskiej, zwanej też Serdeczną, rzeźba św. Antoniego z Padwy datowana na XVIII wiek, zabytkowy prospekt organowy i chór, kuty żyrandol, chrzcielnica z początku XX wieku, trzy zabytkowe witraże („św. Antoni Padewski”, „św. Wiktor” i „Marya Królowa Korony Polskiej”), dawny klasycystyczny, zawierający elementy barokowe ołtarz główny oraz bardzo liczne zabytkowe obrazy (najstarszy pochodzący z XV lub XVI wieku).

### Ważniejsze wydarzenia z historii kościoła
- 21 kwietnia 1855 r. – rozpoczęcie budowy;
- 1856 – zakończenie budowy według jednego z dokumentów (najbardziej prawdopodobne); najczęściej podaje się jednak rok 1859, jako zakończenie wszystkich prac; konsekracja świątyni 2 października 1859 roku przez bpa Walentego Baranowskiego;
- ok. 1902–1904 – powrót Rostworowskich z Rzymu, skąd przywieźli ikonę NMP Nieustającej Pomocy oraz portatyle i chrzcielnicę;
- 1907 – wstawienie trzech witraży: „św. Antoniego”, „św. Wiktora” i „Maryi Królowej Korony Polskiej”;
- 1915 – zrabowanie dzwonów przez Austriaków;
- 1928 – wybudowanie nowej wieży na miejsce zniszczonej podczas krycia blachą cynkowaną;
- 1939 lub 1940 – ponowne zrabowanie dzwonów;
- 1946 – zawieszenie dzwonu „Maryja” – wotum milejowian za przeżycie II wojny światowej;
- 1990–1996 – rozbudowa kościoła;
- 2006 – przeniesienie prezbiterium do nowej części;
- 2008–2016 – odnowienie wszystkich zabytków ruchomych znajdujących się w kościele dzięki staraniom ks. kan. Andrzeja Juźki.

## Architektura
Kościół zbudowany jest w stylu eklektycznym, a od zewnątrz najbardziej zauważalny jest styl neoromański. Świątynia ma wieżę, która jest połączeniem niemal niedających odróżnić się w niej stylów neoromańskiego i neogotyckiego. Dawny ołtarz główny, podobnie jak ambona, chór i prospekt organowy, jest stworzony w stylu klasycystycznym z pojedynczymi elementami barokowymi. Okna starego kościoła są utrzymane w neoromanizmie. Dodatkowo stara część kościoła ma bardzo dobrą akustykę.

## Ołtarz
W starej części świątyni znajduje się klasycystyczny ołtarz Matki Bożej Milejowskiej zwanej Serdeczną, zaś w nowej – prezbiterium z kamiennym ołtarzem i rzeźbionym wyobrażeniem Ukrzyżowania.

### Stary ołtarz
Stary ołtarz zbudowany jest w stylu klasycystycznym. Ma kolor biały, przy czym wiele elementów (np. ozdobna litera „M”, inicjał imienia Maryi i kapitele kolumn) jest pozłacanych. W centrum umieszczona jest ikona Matki Bożej, po bokach są kolumny jońskie, a po ich zewnętrznych stronach po dwa filary, na których po lewej stronie (względem obserwatora) stoi nieznany papież, a po prawej – św. Stanisław Szczepanowski wskrzeszający Piotrowina. Wszystkie postacie mają na sobie złote szaty (papież też tiarę), a kolor ich skóry jest naturalny.
Na około ikony znajdują się wota, a przedstawienie ma na sobie sukienki, przy czym szaty postaci są ze srebra. Tło sukienek jest bardzo bogato grawerowane.
Nad całym dziełem jest złota chmura z promieniami słońca, a w niej srebrna rzeźba Ducha Świętego.

### Nowy ołtarz
Prezbiterium nowej części ma w centrum, mający u swego podnóża tabernakulum, rzeźbiony w drewnie krucyfiks, a na ścianie obok niego po lewej stronie (względem obserwatora) znajduje się rzeźba Matki Bożej Bolesnej, zaś po prawej św. Jana Ewangelisty w pomarańczowym stroju. Za krucyfiksem znajduje się witraż z krzyżem i Duchem Świętym na niebieskim tle.
Poza wgłębieniem, w którym znajdują się obiekty wyżej wymienione, w prezbiterium są jeszcze ściany prostopadłe do osi kościoła, na których znajdują się dwa wielkie obrazy: św. Antoniego z Padwy i Wniebowzięcia NMP (pod nim znajdują się trzy sedilie celebransów, a pod oboma ministranckie) w kamiennych ramach przytwierdzonych do ścian.
Ołtarz jest na drugim, najwyższym stopniu. Długość prezbiterium to około 5 – 7 metrów.

### Pozostałe ołtarze
Poza wyżej wymienionymi ołtarzami są jeszcze dwie kaplice Matki Bożej: Nieustającej Pomocy po prawej stronie (względem obserwatora) starego ołtarza, z portatylami z relikwiami pierwszych świętych chrześcijaństwa (m.in. opiekunów św. Wita, świętych Modesta i Krescencji) i po prawej stronie nowego NMP Fatimskiej z pochodzącą z Fatimy figurą Maryi, w której to kaplicy znajdują się relikwie św. Andrzeja Boboli, św. Jana Pawła II i bł. Karoliny Kózkówny.
Kilkadziesiąt lat przed rozbudową kościoła istniało jeszcze kilka ołtarzy bocznych, z których pochodzą niedawno odrestaurowane obrazy.

## Sklepienie
Na suficie kościoła znajdują się malowidła – „Przymierze z Bogiem” w starej części, a w nowej pośrodku kopia obrazu „Dwie Trójce”, którą otaczają przedstawienia czterech ewangelistów. W 2012 roku między ścianami i sufitem ówczesny proboszcz umieścił ozdobny gzyms wewnętrzny.

## Organy
Pierwsze organy w kościele zbudowała warszawska firma Mateusza Mielczarskiego w roku 1857. Pierwotnie miały one 9 głosów i jeden manuał. W późniejszych latach dobudowano dwugłosową sekcję pedału. 
Ich dyspozycja była następująca:
Manuał (C-c3)
Pryncypał 8'
Portunalflet 8'
Dubeltflet 8'
Salicet 8'
Oktawa 4'
Fletravers 4'
Gemshorn 4'
Kwinta 3'
Mixtura 3x 2'

Pedał (C-c1):
Subbas 16'
Octavbas 8'

Za staraniem ks. kan. Andrzeja Juźki sprowadzono nowe organy z Holandii. W latach 2010–2011 Krzysztof Deszczak zainstalował sprowadzony instrument w szafie po organach Mateusza Mielczarskiego. Obecnie organy mają 10 głosów.

Manuał (C-f3):
Prestant 8'
Viola 8'
Quintadeen 8'
Holpijp 8'
Octaaf 4'
Quint 3'
Fluit 4'
Woudfluit 2'
Mixtuur [2-3x]

Pedał (C-d1)
Subbas 16'

Koppel Pedal
Tak opisano pierwsze organy w artykule z Kuriera Warszawskiego o konsekracji kościoła w Milejowie:

(...) organy (...) o 12stu głosach, budowy sławnego organmistrza P. Mielczarskiego, pod względem konstrukcji, czystości i pełni tonów, oraz zadziwiającej potęgi stanowią prawdziwą ozdobę tej Świątyni.

## Relikwie
W kościele znajdują się liczne relikwie świętych, zarówno ukryte w portatylach, jak i umieszczone w relikwiarzach. Są tu fragmenty ciał:
- św. Jana Pawła II (w relikwiarzu umieszczonym w kaplicy NMP Fatimskiej);
- św. Andrzeja Boboli (w relikwiarzu umieszczonym w kaplicy NMP Fatimskiej);
- bł. Karoliny Kózkówny (w relikwiarzu umieszczonym w kaplicy NMP Fatimskiej);
- św. św. Modesta i Krescencji (opiekunów św. Wita; w portatylu);
- św. Antonina z Piacenzy (w portatylu);
- św. Konstancjusza (w portatylu);
- św. Donata z Arezzo (w portatylu);
- św. Mariana męczennika (lektora z III wieku; w portatylu);
- św. Eufemii z Chalcedonu (w portatylu).

## Dzwonnica
Dzwonnica była budowana razem z kościołem, w tym samym stylu. Ma trzy arkady, w których mieszczą się dzwony. Sama dzwonnica ma za sobą także pomieszczenie (jeden budynek), w którym niegdyś była sala katechetyczna.
Do 1915 roku wisiały w arkadach dzwony: „Józef”, „Stanisław” i „Antoni”, które zostały zrabowane podczas I wojny światowej przez okupanta austriackiego. Nowe dzwony zostały również zdjęte podczas II wojny światowej przez Niemców. W roku 1946 ufundowano dzwon „Maryja” (odnowiony w 2016 roku) jako wotum za przeżycie wojny przez milejowian, a w 1999 roku poświęcono dwa nowe: „Jan Paweł II” i „Św. Antoni”.
Poniżej tabela z informacjami na temat używania dzwonów:
| Dzień tygodnia        | Godzina                                | Bijące dzwony                    | Uwagi |
| --------------------- | -------------------------------------- | -------------------------------- | --- |
| Poniedziałek – piątek | 6:30, 12:00, 17:30                     | Maryja                           | Maj – wrzesień |
| Sobota                | 6:30, 12:00                            | Maryja                           | Maj – wrzesień |
| Sobota                | 17:30                                  | Jan Paweł II, Św. Antoni, Maryja | Maj – wrzesień |
| Poniedziałek – piątek | 6:30, 12:00, 16:30                     | Maryja                           | Październik – kwiecień |
| Sobota                | 6:30, 12:00                            | Maryja                           | Październik – kwiecień |
| Sobota                | 16:30                                  | Jan Paweł II, Św. Antoni, Maryja | Październik – kwiecień |
| Niedziela             | 7:30, 9:00, 10:15, 11:30, 16:30        | Jan Paweł II, Św. Antoni, Maryja | Wrzesień – czerwiec |
| Niedziela             | 7:30, 9:00, 11:30, 16:30               | Jan Paweł II, Św. Antoni, Maryja | Lipiec – sierpień; Narodzenie Pańskie, odpusty św. Antoniego i Wniebowzięcia NMP, 3. niedziela maja (w związku z I Komunią Świętą), niektóre uroczystości parafialne |
| Niedziela             | 9:00, 11:30, 16:30                     | Jan Paweł II, Św. Antoni, Maryja | Wielkanoc |
| –                     | 24:00, 7:30, 9:00, 10:15, 11:30, 16:30 | Jan Paweł II, Św. Antoni, Maryja | Uroczystość Bożej Rodzicielki Maryi (Nowy Rok) |
| Poniedziałek – sobota | 8:30, 12:00, 17:30                     | Jan Paweł II, Św. Antoni, Maryja | Maj – wrzesień; uroczystości i święta nienakazane; o 12:00 bije tylko „Maryja”                                                                                       |
| Poniedziałek – sobota | 8:30, 12:00, 16:30                     | Jan Paweł II, Św. Antoni, Maryja | Październik – kwiecień; uroczystości i święta nienakazane; o 12:00 bije tylko „Maryja”                                                                               |

Uwaga. Podczas procesji rezurekcyjnej, procesji eucharystycznych po mszach odpustowych, procesji eucharystycznej w Uroczystość Najświętszego Ciała i Krwi Chrystusa, śpiewu hymnu Gloria w czasie Mszy Wieczerzy Pańskiej w Wielki Czwartek i Wigilii Paschalnej biją wszystkie dzwony, analogicznie pół godziny przed każdą mszą w ciągu roku, jeśli nie ma ona swej stałej pory (np. msza z procesją w Boże Ciało i msza w dzień Objawienia Pańskiego), z wyjątkiem mszy w okresie Triduum Paschalnego. W nieobjęte wyjątkami dni świąteczne nakazane od poniedziałku do soboty dzwony biją jak w niedziele od lipca do sierpnia.
Od początków istnienia parafii stosowana była także sygnaturka – pochodzi ona jeszcze z dawnej cerkwi prawosławnej lub greckokatolickiej, o czym świadczą staroruskie napisy na niej. Została ona odnaleziona i odnowiona w 2015 roku, a od odpustu św. Antoniego (19 czerwca) w 2016 roku bije na pięć minut przed każdą mszą i o godzinie 15:00, wzywając do koronki do Miłosierdzia Bożego.

## Krypty kościoła
Pod starą częścią kościoła znajdują się krypty ze szczątkami fundatorów kościoła oraz rodziny Rostworowskich.

### Pochowani w kryptach

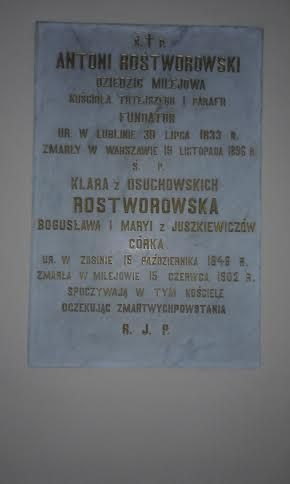
Tablica nagrobna Antoniego Ignacego i Klary hr. hr. Rostworowskich

- Antoni Meliton hrabia Nałęcz Rostworowski (ur. 10 marca 1789 r. we Włoszczowie, zm. 7 kwietnia 1843 r. w Warszawie) – oficer wojsk polskich, kawaler orderów Virtuti Militari i Legii Honorowej, senator i członek rady stanu, dziedzic Milejowa, pogrzebany u ojców kapucynów w Warszawie, serce znajduje się w świątyni milejowskiej; fundator kościoła;
- Marya z Jansenów Antoniowa hrabina Nałęcz Rostworowska (ur. w 1798 roku w Warszawie, zm. 20 marca 1856 roku w Milejowie) – żona fundatora;
- Antoni Ignacy hrabia Nałęcz Rostworowski (ur. 30 lipca 1833 r. w Lublinie, zm. 19 listopada 1896 r. w Warszawie) – fundator kościoła i parafii, dziedzic Milejowa;
- Klara z Osuchowskich Antoniowa hrabina Rostworowska (ur. 15 października 1849 r. w Zosinie, zm. 15 czerwca 1902 r. w Milejowie) – żona fundatora;
- Stanisław Kostka hrabia Nałęcz Rostworowski (ur. 26 lutego 1901, zm. 1 września 1977 roku) – Sodalis Marianus, dziedzic Milejowa ostatni;
- Maria Ludwika Broel Plater Stanisławowa hrabina Nałęcz Rostworowska (ur. 11 grudnia 1900, zm. 12 stycznia 1972 roku) – żona ostatniego dziedzica Milejowa.

## Dzieła sztuki
Pomijając samą architekturę kościoła, są w nim bardzo liczne dzieła sztuki, między innymi:
- ikona Matki Bożej Serdecznej Milejowskiej, ok. XVII–XVIII wiek. Jest to dawniejszy główny obraz ołtarzowy[3];
- stary ołtarz, 1855 – 1859 r. Ołtarz klasycystyczny;
- „Chór kościoła kapucynów w Rzymie”, obraz z I. połowy XIX wieku, kopia dzieła François Mariusa Graneta[3];
- „Święty Antoni”, 1856 r.[3] Obecnie przy głównym ołtarzu;
- „Święta Anna nauczająca Maryję”, ok. 1858 r.[3];
- „Cud świętego Jana Kantego”, XVIII–XIX wiek. Prawdopodobnie jedyna kopia obrazu Szymona Czechowicza[3];
- „Matka Boża Bolesna”, XVIII – XIX wiek[3]. Dar dla nowo powstałego kościoła;
- „Święty Antoni z Padwy”, rzeźba z XVII wieku;
- „Wizja świętego Antoniego”, barokowy obraz z II. połowy XVIII wieku[3];
- „Przemienienie Pańskie”, XVIII – XIX wiek[3];
- „Święty Mikołaj”, XVIII – XIX wiek;
- „Święty Bartłomiej”, 2. ćwierć XIX wieku[3];
- „Męczeństwo św. Andrzeja Boboli”, współcześnie;
- „Matka Boża z Góry Karmel”, kopia współczesna;
- „Przemienienie Pańskie” z XV – XVI wieku. Jest to najstarszy obraz w kościele.

## Msze i nabożeństwa
| Godzina                                | Dni tygodnia          | Okres                  | Uwagi                                                             |
| -------------------------------------- | --------------------- | ---------------------- | ----------------------------------------------------------------- |
| 7:00, 18:00                            | poniedziałek – sobota | maj – wrzesień         | w dni powszednie                                                  |
| 7:00, 17:00                            | poniedziałek – sobota | październik – kwiecień | w dni powszednie                                                  |
| 8:00, 9:30, 10:45, 12:00, 17:00        | niedziela             | wrzesień – czerwiec    | z wyjątkiem dni, dla których przewidziano szczególne godziny mszy |
| 8:00, 9:30, 12:00, 17:00               | niedziela             | lipiec – sierpień      | także w odpust Wniebowzięcia NMP                                  |
| 17:00                                  | czwartek              | –                      | Wielki Czwartek                                                   |
| 6:00, 9:30, 12:00, 17:00               | niedziela             | –                      | Wielkanoc (Wigilia Paschalna w nocy, godzina niestała)            |
| 9:00/10:00, 17:00                      | czwartek              | –                      | Boże Ciało; godzina mszy z procesją niestała                      |
| 8:00, 9:30, 12:00, 17:00               | niedziela             | –                      | I Komunia Święta, tj. 3. niedziela maja i odpust św. Antoniego    |
| 8:00, 9:30                             | –                     | –                      | Wszystkich Świętych; o 12:00 msza na cmentarzu                    |
| 8:00, 17:00                            | –                     | –                      | Wiernych Zmarłych; o 12:00 msza na cmentarzu                      |
| 9:00, 17:00                            | –                     | –                      | 11 listopada (Narodowe Święto Niepodległości)                     |
| 24:00, 8:00, 9:30, 10:45, 12:00, 17:00 | –                     | –                      | Narodzenie Pańskie                                                |
| 9:00, 18:00                            | poniedziałek – sobota | maj – wrzesień         | większe święta nienakazane                                        |
| 9:00, 17:00                            | poniedziałek – sobota | październik – kwiecień | większe święta nienakazane                                        |

| Nabożeństwo                                                                        | Czas |
| ---------------------------------------------------------------------------------- | --- |
| Adoracja Najświętszego Sakramentu                                                  | godzina przed mszą wieczorną w dni powszednie całego roku i po mszy o 12:00 w pierwsze niedziele miesiąca |
| Godzinki o Niepokalanym Poczęciu NMP                                               | w niedziele poza Wielkim Postem o 7:30 (wszystkie części)                                                 |
| Godzinki o Męce Pańskiej                                                           | w niedziele Wielkiego Postu o 7:30 (wszystkie części)                                                     |
| Koronka do Najświętszego Sakramentu                                                | w czwartki całego roku przed mszą wieczorną (razem z adoracją Najświętszego Sakramentu)                   |
| Koronka do Miłosierdzia Bożego                                                     | w piątki całego roku przed mszą wieczorną (razem z adoracją Najświętszego Sakramentu)                     |
| Droga krzyżowa                                                                     | w piątki Wielkiego Postu pół godziny przed mszą wieczorną                                                 |
| Gorzkie Żale                                                                       | w niedziele Wielkiego Postu po mszy o 12:00                                                               |
| Litania Loretańska wobec Najświętszego Sakramentu                                  | codziennie po mszach wieczornych w maju                                                                   |
| Litania do Najświętszego Serca Pana Jezusa wobec Najświętszego Sakramentu          | codziennie po mszach wieczornych w czerwcu                                                                |
| Różaniec Fatimski                                                                  | po mszy wieczornej 13. dnia miesiąca od maja do października                                              |
| Różaniec za Ojczyznę za wstawiennictwem św. Andrzeja Boboli z ucałowaniem relikwii | po mszy wieczornej 16. dnia każdego miesiąca                                                              |
| Różaniec wobec Najświętszego Sakramentu                                            | codziennie po mszach wieczornych w październiku                                                           |
| Różaniec wypominkowy                                                               | przez pierwszą połowę listopada po mszach wieczornych                                                     |
| Nowenna przed Bożym Narodzeniem                                                    | od 16 do 23 grudnia przed mszą wieczorną, 24 grudnia przed pasterką                                       |

Ponadto po mszach wieczornych w rocznicę narodzin, wyboru na papieża, śmierci, beatyfikacji, kanonizacji i we wspomnienie św. Jana Pawła II istnieje możliwość ucałowania jego relikwii. We wspomnienie bł. Karoliny Kózkówny można ucałować także i jej relikwie.

## Galeria

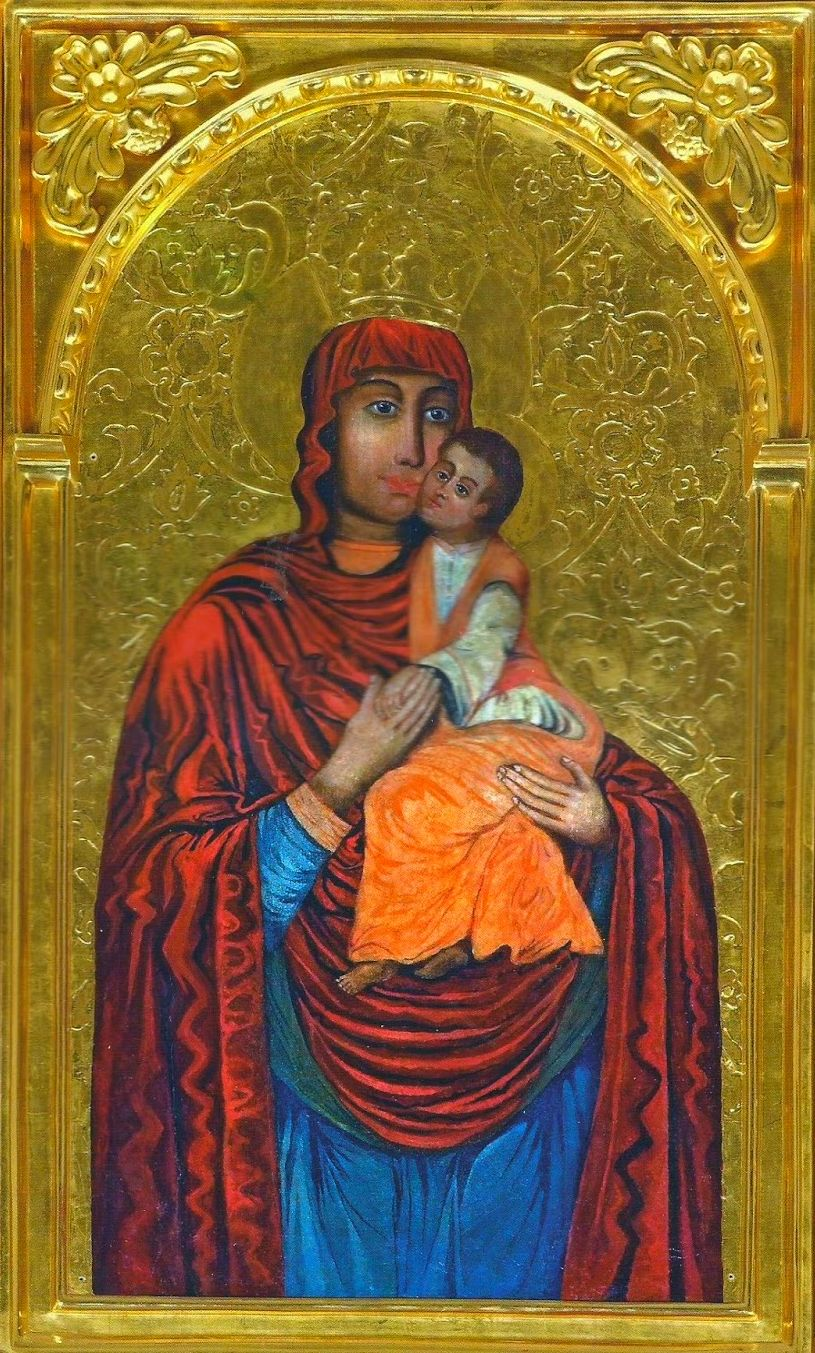
Obraz Matki Bożej Milejowskiej zwanej Serdeczną, pochodzący jeszcze z cerkwi greckokatolickiej
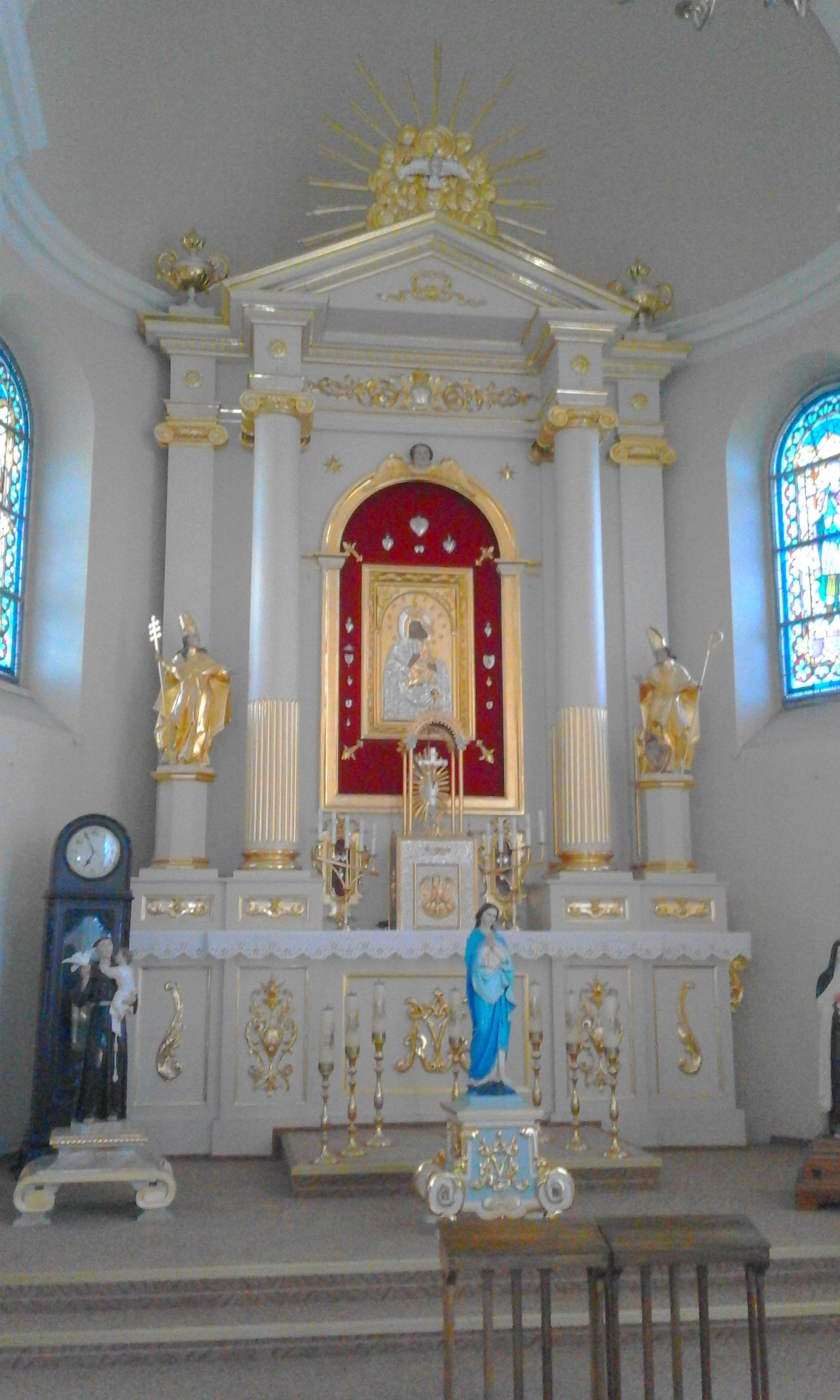
Dawny klasycystyczny ołtarz główny
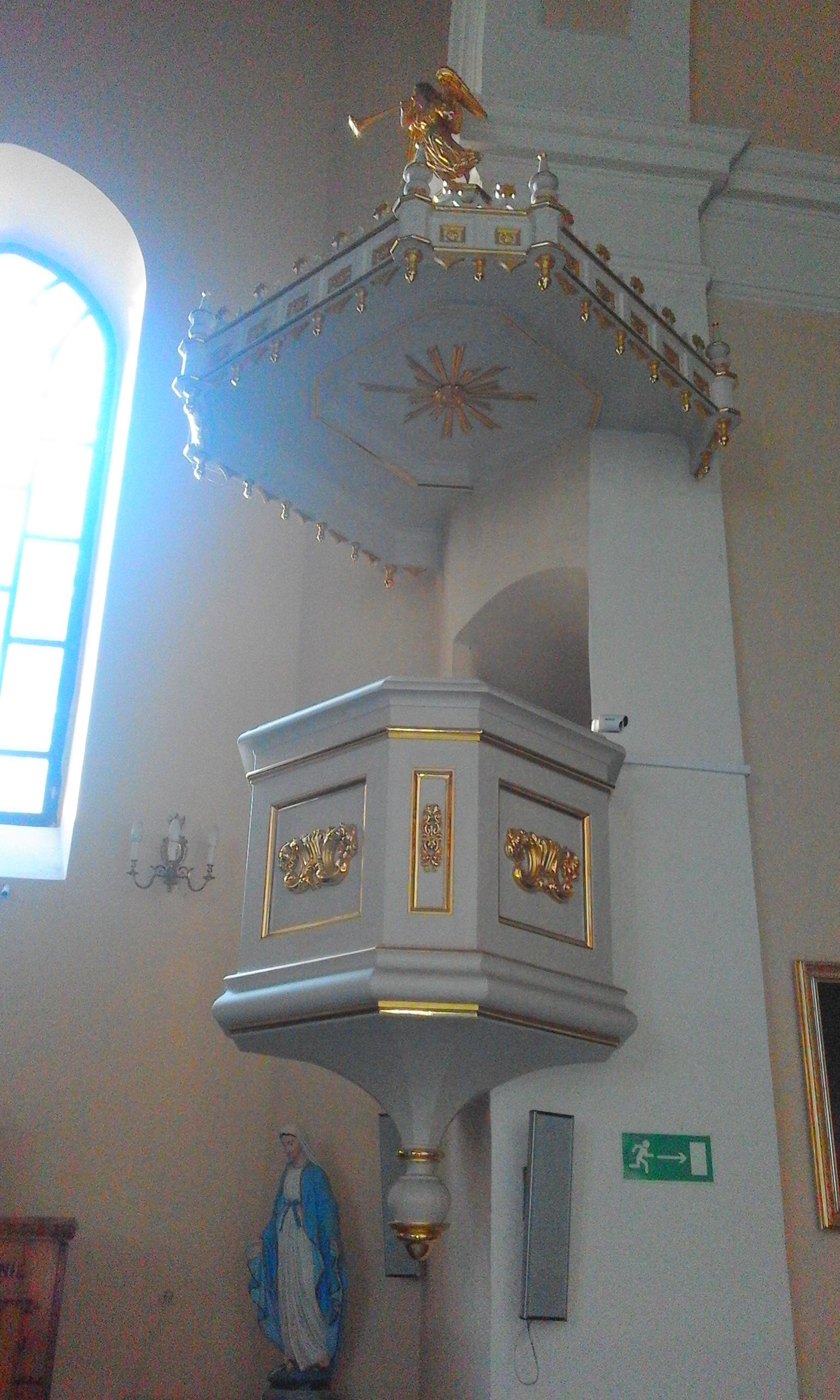
Ambona w stylu klasycystycznym
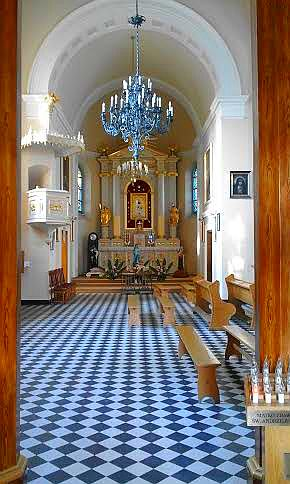
Widok na starą część kościoła
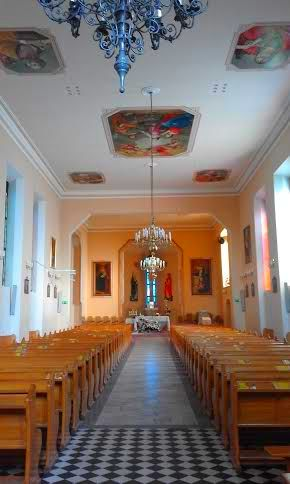
Nawa główna z nowym ołtarzem
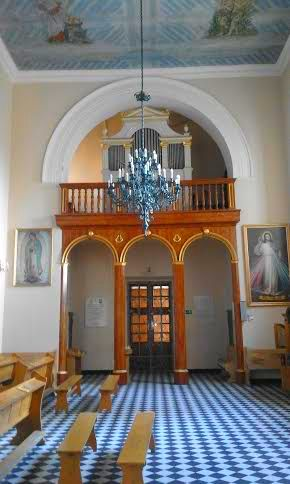
Chór z dziesięciogłosowymi organami zasłonięty kutym, zabytkowym żyrandolem
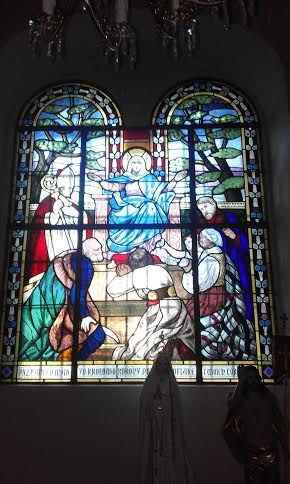
Witraż w kaplicy NMP Nieustającej Pomocy z napisem:„Przyjmij o Maryo Królowo Korony Polskiej ofiarę Twoich córek 1907”
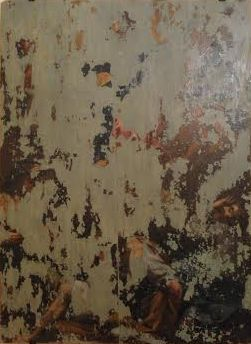
Najstarszy obraz w kościele – Przemienienie Pańskie z XV lub XVI wieku
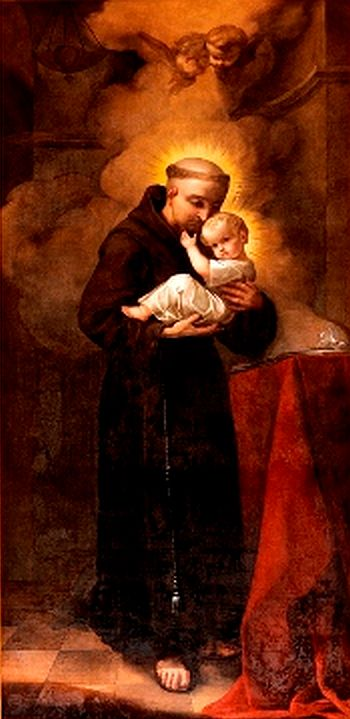
Zabytkowy obraz św. Antoniego, obecnie przy głównym ołtarzu